# Rally di Monte Carlo 2003

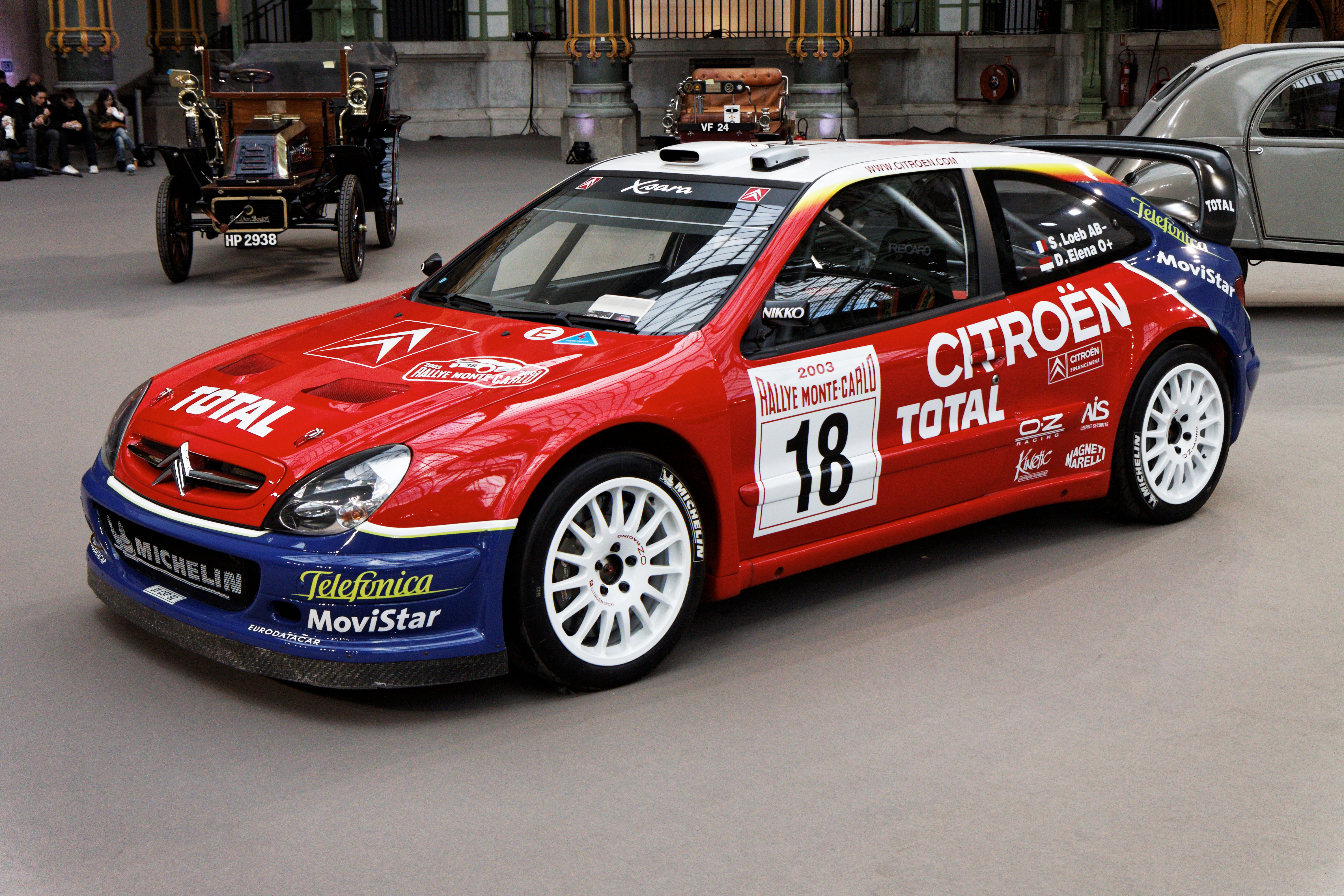
La Citroën Xsara WRC di Loeb/Elena, vincitori dell'edizione 2003

Il Rally di Monte Carlo 2003, ufficialmente denominato 71ème Rallye Automobile de Monte-Carlo, è stata la prima prova del campionato del mondo rally 2003 nonché la settantunesima edizione del Rally di Monte Carlo e la ventinovesima con valenza mondiale. La manifestazione si è svolta dal 24 al 26 gennaio sugli asfalti ghiacciati delle Alpi francesi a nord del Principato di Monaco con sede principale nella città di Monte Carlo. Il rally ritornò sulle strade attorno a Gap e il parco assistenza relativo alla prima giornata venne allestito nell'aerodromo di Tallard, mentre nelle rimanenti due frazioni ebbe sede proprio a Monte Carlo (lato porto) in quanto si gareggiò nei territori delle Alpi Marittime, immediatamente a nord del Principato.
L'evento è stato vinto dal francese Sébastien Loeb, navigato dal monegasco Daniel Elena, davanti alla coppia scozzese formata da Colin McRae e Derek Ringer e a quella spagnola composta da Carlos Sainz e Marc Martí, tutti quanti al volante di una Citroën Xsara WRC della squadra Citroën Total, che monopolizzò quindi l'intero podio proprio nella gara d'esordio come contendente ufficiale per il mondiale 2003.
Nel Principato si disputava anche la prima tappa del campionato Junior WRC, che ha visto vincere l'equipaggio francese costituito da Brice Tirabassi e Jacques-Julien Renucci, su Renault Clio S1600.

## Dati della prova
| Denominazione ufficiale             | Rallye Automobile de Monte-Carlo |
| Edizione N°                         | 71 |
| Tappa N°                            | 1 di 14 |
| Data manifestazione                 | da venerdì 24/01/2003 a domenica 26/01/2003                                                                                             |
| Sede ospitante                      | Monte Carlo (Principato di Monaco) |
| Sede parco assistenza               | Prima frazione: Tallard (Alte Alpi, Provenza-Alpi-Costa Azzurra, Francia). Seconda e terza frazione: Monte Carlo (Principato di Monaco) |
| Superficie                          | Asfalto/Neve |
| Iscritti                            | 57 |
| Partiti                             | 50 |
| Arrivati                            | 29 (58%) |
| Prove speciali previste             | 14 |
| Prove speciali disputate            | 13 (1 cancellata) |
| Prova più breve                     | 19,52 km (PS12 e PS14: Lantosque - Luceram)                                                                                             |
| Prova più lunga                     | 47,27 km (PS5 e PS6: Plan de Vitrolles - Faye)                                                                                          |
| Prova più lenta                     | velocità media di 76,63 km/h (PS11: Sospel - Turini - La Bollene 1)                                                                     |
| Prova più veloce                    | velocità media di 98,09 km/h (PS5: Plan de Vitrolles - Faye 1)                                                                          |
| Lunghezza prove speciali previste   | 415,02 km |
| Lunghezza prove speciali disputate  | 382,91 km (28,2% della distanza totale effettiva - cancellati 32,11 km)                                                                 |
| Lunghezza complessiva trasferimenti | 975,01 km |
| Distanza totale effettiva           | 1357,92 km |

## Itinerario
| Frazione            | Prova  | Ora    | Nome                                | Partenza                          | Arrivo                            | Lunghezza | Totale    |
| ------------------- | ------ | ------ | ----------------------------------- | --------------------------------- | --------------------------------- | --------- | --------- |
| Frazione 1 (24 gen) | PS1    | 07:48  | Prunieres - Embrun 1                | Prunières                         | Embrun                            | 28,36 km  | 196,30 km |
| Frazione 1 (24 gen) | PS2    | 09:21  | Selonnet - Breziers 1               | Selonnet                          | Bréziers                          | 22,52 km  | 196,30 km |
| Frazione 1 (24 gen) |        | 10:16  | Assistenza – Tallard (20 min)       | Assistenza – Tallard (20 min)     | Assistenza – Tallard (20 min)     | –         | 196,30 km |
| Frazione 1 (24 gen) | PS3    | 11:24  | Prunieres - Embrun 2                | Prunières                         | Embrun                            | 28,36 km  | 196,30 km |
| Frazione 1 (24 gen) | PS4    | 12:57  | Selonnet - Breziers 2               | Selonnet                          | Bréziers                          | 22,52 km  | 196,30 km |
| Frazione 1 (24 gen) |        | 13:52  | Assistenza – Tallard (20 min)       | Assistenza – Tallard (20 min)     | Assistenza – Tallard (20 min)     | –         | 196,30 km |
| Frazione 1 (24 gen) | PS5    | 14:30  | Plan de Vitrolles - Faye 1          | Vitrolles                         | Ventavon                          | 47,27 km  | 196,30 km |
| Frazione 1 (24 gen) |        | 16:28  | Assistenza – Tallard (20 min)       | Assistenza – Tallard (20 min)     | Assistenza – Tallard (20 min)     | –         | 196,30 km |
| Frazione 1 (24 gen) | PS6    | 17:09  | Plan de Vitrolles - Faye 2          | Vitrolles                         | Ventavon                          | 47,27 km  | 196,30 km |
| Frazione 1 (24 gen) |        | 18:19  | Assistenza – Tallard (45 min)       | Assistenza – Tallard (45 min)     | Assistenza – Tallard (45 min)     | –         | 196,30 km |
|                     |        |        |                                     |                                   |                                   |           |           |
| Frazione 2 (25 gen) |        | 06:40  | Assistenza – Monte Carlo (20 min)   | Assistenza – Monte Carlo (20 min) | Assistenza – Monte Carlo (20 min) | –         | 114,52 km |
| Frazione 2 (25 gen) | PS7    | 08:33  | Les 4 Chemins - Sigale 1            | Andon                             | Sigale                            | 32,11 km  | 114,52 km |
| Frazione 2 (25 gen) | PS8    | 09:31  | St Antonin - Tourette du Chateau 1  | Saint-Antonin                     | Tourette-du-Château               | 25,15 km  | 114,52 km |
| Frazione 2 (25 gen) |        | 11:26  | Assistenza – Monte Carlo (20 min)   | Assistenza – Monte Carlo (20 min) | Assistenza – Monte Carlo (20 min) | –         | 114,52 km |
| Frazione 2 (25 gen) | PS9    | 13:19  | Les 4 Chemins - Sigale 2            | Andon                             | Sigale                            | 32,11 km  | 114,52 km |
| Frazione 2 (25 gen) | PS10   | 14:17  | 'St Antonin - Tourette du Chateau 2 | Saint-Antonin                     | Tourette-du-Château               | 25,15 km  | 114,52 km |
| Frazione 2 (25 gen) |        | 15:57  | Assistenza – Monte Carlo (45 min)   | Assistenza – Monte Carlo (45 min) | Assistenza – Monte Carlo (45 min) | –         | 114,52 km |
|                     |        |        |                                     |                                   |                                   |           |           |
| Frazione 3 (26 gen) |        | 08:00  | Assistenza – Monte Carlo (20 min)   | Assistenza – Monte Carlo (20 min) | Assistenza – Monte Carlo (20 min) | –         | 98,80 km  |
| Frazione 3 (26 gen) | PS11   | 09:15  | Sospel - Turini - La Bollene 1      | Sospel                            | La Bollène-Vésubie                | 32,58 km  | 98,80 km  |
| Frazione 3 (26 gen) | PS12   | 10:08  | Lantosque - Luceram 1               | Lantosque                         | Lucéram                           | 19,52 km  | 98,80 km  |
| Frazione 3 (26 gen) |        | 11:20  | Assistenza – Monte Carlo (20 min)   | Assistenza – Monte Carlo (20 min) | Assistenza – Monte Carlo (20 min) | –         | 98,80 km  |
| Frazione 3 (26 gen) | PS13   | 12:35  | Sospel - Turini - La Bollene 2      | Sospel                            | La Bollène-Vésubie                | 32,58 km  | 98,80 km  |
| Frazione 3 (26 gen) | PS14   | 13:28  | Lantosque - Luceram 2               | Lantosque                         | Lucéram                           | 19,52 km  | 98,80 km  |
| Frazione 3 (26 gen) |        | 14:40  | Assistenza – Monte Carlo (20 min)   | Assistenza – Monte Carlo (20 min) | Assistenza – Monte Carlo (20 min) | –         | 98,80 km  |
| Totale              | Totale | Totale | Totale                              | Totale                            | Totale                            | Totale    | 415,02 km |

## Risultati

### Classifica
| Pos.                         | Nº       | Pilota              | Co-pilota              | Auto                   | Squadra                  | Classe    | Tempo     | Distacco | Punti    |
| Generale                     | Generale | Generale            | Generale               | Generale               | Generale                 | Generale  | Generale  | Generale | Generale |
| ---------------------------- | -------- | ------------------- | ---------------------- | ---------------------- | ------------------------ | --------- | --------- | -------- | -------- |
| 1.                           | 18       | Sébastien Loeb      | Daniel Elena           | Citroën Xsara WRC      | Citroën Total            | WRC       | 4h29'11"4 |          | 10       |
| 2.                           | 17       | Colin McRae         | Derek Ringer           | Citroën Xsara WRC      | Citroën Total            | WRC       | 4h29'49"5 | +38"1    | 8        |
| 3.                           | 19       | Carlos Sainz        | Marc Martí             | Citroën Xsara WRC      | Citroën Total            | WRC       | 4h30'03"6 | +52"2    | 6        |
| 4.                           | 4        | Markko Märtin       | Michael Park           | Ford Focus RS WRC 02   | Ford Rallye Sport        | WRC       | 4h30'06"9 | +55"5    | 5        |
| 5.                           | 2        | Richard Burns       | Robert Reid            | Peugeot 206 WRC (2002) | Marlboro Peugeot Total   | WRC       | 4h32'27"9 | +3'16"5  | 4        |
| 6.                           | 20       | Cédric Robert       | Gérald Bedon           | Peugeot 206 WRC (2000) | Équipe de France FFSA    | WRC       | 4h34'28"1 | +5'16"7  | 3        |
| 7.                           | 5        | François Duval      | Jean-Marc Fortin       | Ford Focus RS WRC 02   | Ford Rallye Sport        | WRC       | 4h34'28"5 | +5'17"1  | 2        |
| 8.                           | 10       | Armin Schwarz       | Manfred Hiemer         | Hyundai Accent WRC3    | Hyundai World Rally Team | WRC       | 4h35'53"7 | +6'42"3  | 1        |
| 9.                           | 14       | Didier Auriol       | Denis Giraudet         | Škoda Octavia WRC Evo3 | Škoda Motorsport         | WRC       | 4h36'25"2 | +7'13"8  | -        |
| 10.                          | 22       | Roman Kresta        | Miloš Hůlka            | Peugeot 206 WRC (2000) | Bozian Racing            | WRC       | 4h37'02"3 | +7'50"9  | -        |
| Campionato piloti Junior WRC |          |                     |                        |                        |                          |           |           |          |          |
| 1. (17.)                     | 61       | Brice Tirabassi     | Jacques-Julien Renucci | Renault Clio S1600     | -                        | A6 / JWRC | 5h12'36"1 |          | 10       |
| 2. (18.)                     | 58       | Marcos Ligato       | Ruben Garcia           | Fiat Punto S1600       | -                        | A6 / JWRC | 5h17'52"8 | +5'16"7  | 8        |
| 3. (19.)                     | 67       | Alessandro Broccoli | Simona Girelli         | Opel Corsa S1600       | -                        | A6 / JWRC | 5h21'12"9 | +8'36"8  | 6        |
| 4. (20.)                     | 71       | Urmo Aava           | Kuldar Sikk            | Suzuki Ignis S1600     | -                        | A6 / JWRC | 5h21'24"7 | +8'48"6  | 5        |
| 5. (21.)                     | 63       | Massimo Ceccato     | Mitia Dotta            | Fiat Punto S1600       | -                        | A6 / JWRC | 5h21'56"3 | +9'20"2  | 4        |
| 6. (22.)                     | 68       | Juraj Šebalj        | Toni Klinc             | Renault Clio S1600     | -                        | A6 / JWRC | 5h25'00"0 | +12'23"9 | 3        |
| 7. (23.)                     | 51       | Mirco Baldacci      | Giovanni Bernacchini   | Fiat Punto S1600       | -                        | A6 / JWRC | 5h27'49"9 | +15'13"8 | 2        |
| 8. (24.)                     | 59       | Beppo Harrach       | Michael Kölbach        | Ford Puma S1600        | -                        | A6 / JWRC | 5h31'43"4 | +19'07"3 | 1        |

| Principali ritiri | Principali ritiri | Principali ritiri | Principali ritiri | Principali ritiri      | Principali ritiri        | Principali ritiri | Principali ritiri            | Principali ritiri |
| PS                | Nº                | Pilota            | Co-pilota         | Auto                   | Squadra                  | Classe            | Causa                        | Pos.              |
| ----------------- | ----------------- | ----------------- | ----------------- | ---------------------- | ------------------------ | ----------------- | ---------------------------- | ----------------- |
| PS 2              | 15                | Toni Gardemeister | Paavo Lukander    | Škoda Octavia WRC Evo3 | Škoda Motorsport         | WRC               | Motore                       | 21º               |
| PS 5              | 7                 | Petter Solberg    | Phil Mills        | Subaru Impreza WRC2003 | 555 Subaru WRT           | WRC               | Incidente                    | 5º                |
| PS 5              | 8                 | Tommi Mäkinen     | Kaj Lindström     | Subaru Impreza WRC2003 | 555 Subaru WRT           | WRC               | Incidente                    | 9º                |
| PS 8              | 52                | Daniel Carlsson   | Mattias Andersson | Suzuki Ignis S1600     | -                        | A6 / JWRC         | Escluso                      | 19º               |
| PS 9              | 3                 | Gilles Panizzi    | Hervé Panizzi     | Peugeot 206 WRC (2002) | Marlboro Peugeot Total   | WRC               | Malattia del pilota          | 14º               |
| PS 9              | 6                 | Mikko Hirvonen    | Jarmo Lehtinen    | Ford Focus RS WRC 02   | Ford Rallye Sport        | WRC               | Incidente                    | 13º               |
| PS 9              | 11                | Freddy Loix       | Sven Smeets       | Hyundai Accent WRC3    | Hyundai World Rally Team | WRC               | Incidente                    | 12º               |
| PS 12             | 70                | Guy Wilks         | Phil Pugh         | Ford Puma S1600        | -                        | A6 / JWRC         | Incidente                    | 24º               |
| PS 14             | 54                | Kosti Katajamäki  | Miikka Anttila    | Volkswagen Polo S1600  | -                        | A6 / JWRC         | Escluso (irregolarità freni) | 18º               |

Legenda
| Icona | Classe                                                                                  |
| ----- | --------------------------------------------------------------------------------------- |
| WRC   | Equipaggio di classe A8 che può conquistare punti per il campionato costruttori WRC     |
| WRC   | Equipaggio di classe A8 che non può conquistare punti per il campionato costruttori WRC |
| PWRC  | Equipaggio registrato al campionato PWRC                                                |
| JWRC  | Equipaggio registrato al campionato Junior WRC                                          |
|       | Ulteriori classificazioni                                                               |

### Prove speciali
| Frazione            | Prova | Ora   | Nome                               | Lunghezza | Vincitori                                              | Tempo            | Velocità media   | Leader del rally                |
| ------------------- | ----- | ----- | ---------------------------------- | --------- | ------------------------------------------------------ | ---------------- | ---------------- | ------------------------------- |
| Frazione 1 (24 gen) | PS1   | 07:48 | Prunieres - Embrun 1               | 28,36 km  | Marcus Grönholm Timo Rautiainen                        | 18'07"6          | 93,87 km/h       | Marcus Grönholm Timo Rautiainen |
| Frazione 1 (24 gen) | PS2   | 09:21 | Selonnet - Breziers 1              | 22,52 km  | Marcus Grönholm Timo Rautiainen                        | 16'00"3          | 84,42 km/h       | Marcus Grönholm Timo Rautiainen |
| Frazione 1 (24 gen) | PS3   | 11:24 | Prunieres - Embrun 2               | 28,36 km  | Sébastien Loeb Daniel Elena                            | 17'54"5          | 95,02 km/h       | Marcus Grönholm Timo Rautiainen |
| Frazione 1 (24 gen) | PS4   | 12:57 | Selonnet - Breziers 2              | 22,52 km  | Marcus Grönholm Timo Rautiainen                        | 15'33"7          | 86,83 km/h       | Marcus Grönholm Timo Rautiainen |
| Frazione 1 (24 gen) | PS5   | 14:30 | Plan de Vitrolles - Faye 1         | 47,27 km  | Sébastien Loeb Daniel Elena                            | 28'54"9          | 98,09 km/h       | Marcus Grönholm Timo Rautiainen |
| Frazione 1 (24 gen) | PS6   | 17:09 | Plan de Vitrolles - Faye 2         | 47,27 km  | Colin McRae Derek Ringer e Sébastien Loeb Daniel Elena | 30'04"7          | 94,29 km/h       | Marcus Grönholm Timo Rautiainen |
|                     |       |       |                                    |           |                                                        |                  |                  | Marcus Grönholm Timo Rautiainen |
| Frazione 2 (25 gen) | PS7   | 08:33 | Les 4 Chemins - Sigale 1           | 32,11 km  | prova cancellata                                       | prova cancellata | prova cancellata | Marcus Grönholm Timo Rautiainen |
| Frazione 2 (25 gen) | PS8   | 09:31 | St Antonin - Tourette du Chateau 1 | 25,15 km  | Sébastien Loeb Daniel Elena                            | 18'08"8          | 83,22 km/h       | Marcus Grönholm Timo Rautiainen |
| Frazione 2 (25 gen) | PS9   | 13:19 | Les 4 Chemins - Sigale 2           | 32,11 km  | Sébastien Loeb Daniel Elena                            | 24'59"3          | 77,10 km/h       | Sébastien Loeb Daniel Elena     |
| Frazione 2 (25 gen) | PS10  | 14:17 | St Antonin - Tourette du Chateau 2 | 25,15 km  | Carlos Sainz Marc Martí                                | 17'52"3          | 84,44 km/h       | Sébastien Loeb Daniel Elena     |
|                     |       |       |                                    |           |                                                        |                  |                  | Sébastien Loeb Daniel Elena     |
| Frazione 3 (26 gen) | PS11  | 09:15 | Sospel - Turini - La Bollene 1     | 32,58 km  | Colin McRae Derek Ringer                               | 25'30"6          | 76,63 km/h       | Sébastien Loeb Daniel Elena     |
| Frazione 3 (26 gen) | PS12  | 10:08 | Lantosque - Luceram 1              | 19,52 km  | Markko Märtin Michael Park                             | 14'09"4          | 82,73 km/h       | Sébastien Loeb Daniel Elena     |
| Frazione 3 (26 gen) | PS13  | 12:35 | Sospel - Turini - La Bollene 2     | 32,58 km  | Carlos Sainz Marc Martí                                | 24'52"0          | 78,61 km/h       | Sébastien Loeb Daniel Elena     |
| Frazione 3 (26 gen) | PS14  | 13:28 | Lantosque - Luceram 2              | 19,52 km  | Carlos Sainz Marc Martí                                | 13'46"1          | 85,06 km/h       | Sébastien Loeb Daniel Elena     |

## Classifiche mondiali
Classifica piloti
| Pos. | Pilota         | Punti |
| ---- | -------------- | ----- |
| 1    | Sébastien Loeb | 10    |
| 2    | Colin McRae    | 8     |
| 3    | Carlos Sainz   | 6     |
| 4    | Markko Märtin  | 5     |
| 5    | Richard Burns  | 4     |
| 6    | Cédric Robert  | 3     |
| 7    | François Duval | 2     |
| 8    | Armin Schwarz  | 1     |

Classifica costruttori WRC
| Pos. | Squadra                  | Punti |
| ---- | ------------------------ | ----- |
| 1    | Citroën Total            | 18    |
| 2    | Ford Rallye Sport        | 10    |
| 3    | Marlboro Peugeot Total   | 6     |
| 4    | Hyundai World Rally Team | 3     |
| 5    | Škoda Motorsport         | 2     |